# Gurgesiella dorsalifera
Gurgesiella dorsalifera  (лат.) — вид хрящевых рыб семейства ромбовых скатов отряда скатообразных. Обитают в центрально-западной и юго-западной части Атлантического океана. Встречаются на глубине до 800 м. Их крупные, уплощённые грудные плавники образуют диск в виде ромба с заострёнными краями. Максимальная зарегистрированная длина 53 см. Откладывают яйца. Не являются объектом целевого промысла.

## Таксономия
Впервые вид был научно описан в 1980 году. Видовой эпитет происходит от слов лат. dorsum — «спина» и лат. fero — «несу». Голотип представляет собой взрослого самца длиной 42,4 см, пойманного у берегов Бразилии (23°50′ ю. ш. 42°00′ з. д.) на глубине 8900 м. Паратипы: самцы длиной 31,9—39,4 см и самки длиной 39,2—53,4 см, пойманные там же. 

## Ареал
Эти батидемерсальные скаты обитают у берегов Бразилии. Встречаются на глубине от 470 до 800 м. Площадь ареала по оценкам не превышает 18,000— 20,000 км².

## Описание
Широкие и плоские грудные плавники этих скатов образуют диск в форме ромба с заострёнными краями и треугольным рылом. На вентральной стороне диска расположены 5 жаберных щелей, ноздри и рот. На длинном хвосте имеются латеральные складки. У этих скатов 2 редуцированных спинных плавника и редуцированный хвостовой плавник.
Максимальная зарегистрированная длина 53 см.

## Биология
Подобно прочим ромбовым эти скаты откладывают яйца, заключённые в жёсткую роговую капсулу с выступами на концах. Эмбрионы питаются исключительно желтком. Самцы и самки достигают половой зрелости при длине 40—42,4 см и 36,5 см соответственно. Сезон размножения приходится на сентябрь-октябрь. Длина хрящевой капсулы около 4,5 см. Рацион взрослых скатов состоит в основном из рыб, таких как молодь Urophycis, а также веслоногими и мизидами. 

## Взаимодействие с человеком
Эти скаты не являются объектом целевого промысла. Попадаются в качестве прилова. Международный союз охраны природы оценил охранный статус вида как «Уязвимый».